# 마리야 샬라예바
마리야 알렉산드로브나 샬라예바(러시아어: Мари́я Алекса́ндровна Шала́ева, 1981년 3월 15일 ~ )는 러시아의 배우이다.